# 化石哺乳類の一覧
化石哺乳類の一覧（かせきほにゅうるいのいちらん）とは、単弓類のうち哺乳類に属する絶滅した属の一覧である。ただし知られている全属を網羅しているわけではない。また、広義の哺乳類とされる哺乳類以外の哺乳形類も掲載する。
注意
- 50音順とする。
- 無効名、疑問名も載せる。
- シノニムの右側には「→」を挟んで正式な属名を記入する。

以下、「名前」-「生息年代」、「主な産出国・地域」、「分類」の順。
| 目次 | 目次 | 目次 | 目次 | 目次 | 目次 | 目次 | 目次 | 目次 | 目次 | 目次 |
| ---- | ---- | ---- | ---- | ---- | ---- | ---- | ---- | ---- | ---- | ---- |
| わ   | ら   | や   | ま   | は   |      | な   | た   | さ   | か   | あ   |
|      | り   |      | み   | ひ   |      | に   | ち   | し   | き   | い   |
| を   | る   | ゆ   | む   | ふ   |      | ぬ   | つ   | す   | く   | う   |
|      | れ   |      | め   | へ   |      | ね   | て   | せ   | け   | え   |
| ん   | ろ   | よ   | も   | ほ   |      | の   | と   | そ   | こ   | お   |

## あ
- アーケオテリウム→アルケオテリウム
- アーケオプテロプス→アルケオプテロプス
- アイブクス - 新第三紀、アメリカ、食肉目[2]
- アイルラブス - 古第三紀、ヨーロッパ、齧歯目[3]
- アウストラロピテクス - 新第三紀から第四紀、南・東アフリカ、霊長目[4]
- アエピカメルス - 新第三紀、アメリカ、鯨偶蹄目[5]
- アキドレステス - 白亜紀、中国、スパラコテリウム科（目未定）[6]
- アグリオテリウム - 新第三紀、北米・ヨーロッパ・アジア・アフリカ、食肉目[7]
- アクロフォカ - 新第三紀、ペルー、食肉目[8]
- アジアテリウム - 白亜紀、モンゴル、アジアデルフィス類[9]
- アジオモミス - 古第三紀、アジア、霊長目[10]
- アショロア - 古第三紀、日本、束柱目[11]
- アストラポテリウム - 古第三紀から新第三紀、アルゼンチン、輝獣目[12]
- アダピス - 古第三紀、ヨーロッパ、霊長目[10]
- アダポイデス - 古第三紀、アジア、霊長目[10]
- アディノテリウム - 新第三紀、南米、南蹄目[13]
- アデロバシレウス - 三畳紀、アメリカ[14]、基盤的哺乳類?
- アナトコエルス - 新第三紀、南米、齧歯目[15]
- アナンクス - 新第三紀、アフリカ・ヨーロッパ・アジア、長鼻目[16]
- アピディウム（英語版） - 古第三紀、エジプト、霊長目[17]
- アフラモニウス - 古第三紀、アフリカ、霊長目[10]
- アメベロドン - 新第三紀、北米、長鼻目[18]
- アルカエオテリウム→アルケオテリウム
- アルギロラグス - 新第三紀、アルゼンチン[19]、少丘歯目[20]
- アルクトスティロプス - 古第三紀、中国、顆節目に近縁な独立した目[21]
- アルクトテリウム - 第四紀、南米、食肉目[22]
- アルクトドゥス - 新第三紀から第四紀、北米、食肉目[7]
- アルケオテリウム - 古第三紀、アメリカ・カナダ、鯨偶蹄目[23]
- アルケオプテロプス - 古第三紀、イタリア、翼手目[24]
- アルシノイテリウム - 古第三紀、エジプト、重脚目[25]
- アルティカメルス - 新第三紀、北米、鯨偶蹄目[26]
- アルディピテクス - 新第三紀、エチオピア、霊長目[4]
- アロデスムス - 新第三紀、アメリカ・日本、食肉目[2]
- アンキテリウム - 新第三紀、北米・アジア・ヨーロッパ、奇蹄目[27]
- アンキロテリウム（英語版） - 新第三紀、アフリカ、奇蹄目[17]
- アルティアトラシウス - 古第三紀、アフリカ、霊長目[10]
- アルディピテクス - 新第三紀、アフリカ、霊長目[28]
- アンチョモミス - 古第三紀、アフリカ、霊長目[10]
- アンドリューサルクス - 古第三紀、モンゴル[29]、メソニクス目[30]
- アンドレウシフィウス - 古第三紀、インド、鯨偶蹄目[31]
- アンフィキオン - 古第三紀から新第三紀、アメリカ・中国、食肉目[32]
- アンフィピテクス - 古第三紀、ミャンマー、霊長目[33]
- アンフィラグス - 古第三紀から新第三紀、ドイツ・フランス、ウサギ目[34]
- アンブロケトゥス - 古第三紀、パキスタン、鯨偶蹄目[35]
- アンボンドロ - ジュラ紀、マダガスカル、南楔歯亜綱[36]

## い
- イカロニクテリス - 古第三紀、アメリカ[37]・ヨーロッパ、翼手目[37]
- イクティテリウム - 新第三紀、ユーラシア・アフリカ、食肉目[38]
- イスキロトムス - 古第三紀、北米、齧歯目[39]
- イマゴタリア - 新第三紀、東アフリカ、食肉目[40]
- イリンゴケリス - 新第三紀、北米、鯨偶蹄目[41]
- インドハイアス - 古第三紀、パキスタン、鯨偶蹄目[42]
- インドリコテリウム→パラケラテリウム

## う
- ヴォラティコテリウム→ボラティコテリウム
- ウインタテリウム - 古第三紀、北米・アジア、恐角目[43]
- ウルサブス（英語版） - 新第三紀、ヨーロッパ・アジア・北米、食肉目[7]

## え
- エウクラドケロス - 新第三紀から第四紀、アジア・ヨーロッパ、鯨偶蹄目[44]
- エウメガミス→ユーメガミス
- エウロポレムール - 古第三紀、ドイツ、霊長目[14]
- エオカルディア - 新第三紀、南米、齧歯目[15]
- エオジゴドン - 新第三紀、アフリカ、長鼻目[45]
- エオシミアス - 古第三紀、中国、霊長目[33]
- エオセンコエルス - 古第三紀、中国、鯨偶蹄目[46]
- エオティタノプス - 古第三紀、北米・アジア、奇蹄目[47]
- エオデンドロガレ - 古第三紀、中国、ツパイ目[48]
- エオバシレウス - 古第三紀、北米、恐角目[49]
- エオヒップス - 古第三紀、アメリカ・メキシコ、奇蹄目[50]
- エオマイア - 白亜紀、中国、真獣下綱（目不明）[51]
- エオマニス - 古第三紀、ドイツ、有鱗目[52]
- エオミス - 古第三紀、ヨーロッパ、齧歯目[53]
- エカルタデタ（英語版） - 新第三紀、オーストラリア[54]、双前歯目
- エクトコヌス - 古第三紀、中国、顆節目[55]
- エジプトピテクス - 古第三紀、エジプト、霊長目[56]
- エティオケタス - 古第三紀、日本、鯨偶蹄目[57]
- エナリアークトス - 古第三紀から新第三紀、アメリカ・日本、食肉目[32]
- エナリアルクトス→エナリアークトス
- エピガウルス - 新第三紀、北米、齧歯目[58]
- エラスモテリウム - 第四紀、ヨーロッパ・アジア、奇蹄目[59]
- エリテリウム - 古第三紀、アフリカ、長鼻目[60]
- エルナノドン - 古第三紀、中国、エルナノドン類[61]
- エロメリクス - 古第三紀、ヨーロッパ・北米、鯨偶蹄目[62]
- エンテロドン - 古第三紀、アジア、鯨偶蹄目[62]
- エンハイドリテリウム（英語版） - 新第三紀、北米・ヨーロッパ、食肉目[63]
- エンボロテリウム - 古第三紀、モンゴル、奇蹄目[64]

## お
- オウライア - 古第三紀、北米、霊長目[10]
- オキシエナ - 古第三紀、北米・ヨーロッパ、肉歯目[65]
- オキシダクティルス - 古第三紀から新第三紀、北米、鯨偶蹄目[26]
- オドベノケトプス - 新第三紀、ペルー、鯨偶蹄目[66]
- オニコニクテリス - 古第三紀、北米、翼手目[24]
- オブドゥロドン - 新第三紀、オーストラリア、単孔目[67]
- オレオドン→メリコイドドン
- オレオピテクス - 新第三紀、ヨーロッパ、霊長目[68]
- オロヒップス（英語版） - 古第三紀、北米、奇蹄目[69]
- オロリン - 新第三紀、アフリカ、霊長目[28]

## か
- カイノテリウム - 古第三紀から新第三紀、ヨーロッパ、鯨偶蹄目[26]
- カエノラムダ - 古第三紀、北米、汎歯目[70]
- カストロイデス - 新第三紀から第四紀、アメリカ、齧歯目[71]
- カストロカウダ - ジュラ紀、中国、ドコドン目[72]
- カドゥルコドン - 古第三紀、アジア・東ヨーロッパ、奇蹄目[73]
- カヌイテス - 新第三紀、東アフリカ、食肉目[74]
- カメロプス - 第四紀、北米、奇蹄目[75]
- カリコテリウム - 新第三紀、ドイツ・フランス、奇蹄目[76]
- カルポレステス - 古第三紀、北米、霊長目[77]
- カントゥメリックス - 新第三紀、アフリカ・アジア、鯨偶蹄目[78]
- カンベイテリウム（英語版） - 古第三紀、パキスタン、奇蹄目[42]

## き
- ギガントピテクス - 新第三紀から第四紀、アジア、霊長目[79]
- キチェチア - 新第三紀、アフリカ、食肉目[38]
- キノディクティス（英語版） - 古第三紀、北米・アジア、食肉目[17]
- キノデスムス - 古第三紀から新第三紀、北米、食肉目[74]
- キモレステス - 白亜紀、北米、キモレステス目[14]
- キュビエロニウス - 第四紀、アメリカ・ボリビア、長鼻目[80]
- ギラフォケリックス→ジラフォケリックス
- キロテリウム - 新第三紀、中国、奇蹄目[81]

## く
- クエネオドン（英語版） - ジュラ紀、ポルトガル、多丘歯目[9]
- クッチケトゥス - 古第三紀、インド、鯨偶蹄目[82]
- グナタベロドン - 新第三紀、北米、長鼻目[83]
- クバノコエルス - 新第三紀、アジア・ヨーロッパ・アフリカ、鯨偶蹄目[46]
- クラドシクティス - 新第三紀、南米、砕歯目[84]
- クリアクス - 古第三紀、北米、肉歯目[85]または顆節目[86]
- グリプトテリウム - 新第三紀、北米、貧歯目[87]
- グリプトドン - 第四紀、南米、被甲目[88]
- クルサフォンティア - 白亜紀、ポルトガル、ドリオレステス目[51]
- グロッソテリウム - 新第三紀から第四紀、南北米、有毛目[89]

## け
- ケトテリウム - 新第三紀、ヨーロッパ、鯨偶蹄目[12]
- ケナレステス - 白亜紀、アジア、アジオリクテス獣類[90]
- ケニアポタムス - 新第三紀、ケニア、鯨偶蹄目[91]
- ケニアントロプス - 新第三紀、ケニア、霊長目[92]
- ケファロガレ - 古第三紀、アジア、食肉目[7]
- ケラトガウルス - 新第三紀、アメリカ、齧歯目[93]

## こ
- コエロドンタ（英語版） - 第四紀、アジア・ヨーロッパ、奇蹄目[59]
- ココミス（英語版） - 古第三紀、中国、齧歯目[94]
- ゴディノティア（英語版） - 古第三紀、ドイツ、霊長目[17]
- コノヒウス - 新第三紀、アフリカ・ユーラシア、鯨偶蹄目[46]
- コノリクテス - 古第三紀、北米、紐歯目[95]
- ゴビアテリウム - 古第三紀、アジア、恐角目[49]
- ゴビコノドン - 白亜紀、モンゴル・アメリカ、三錐歯目[51]
- コピドドン - 古第三紀、ヨーロッパ、パントレステス類[61]
- コリフォドン - 古第三紀、アメリカ・中国、汎歯目[96]
- コルポノモス（英語版） - 新第三紀、北米、食肉目[97]
- ゴンフォテリウム - 新第三紀、ヨーロッパ・アジア・アフリカ・北米、長鼻目[83]

## さ
- ササヤマミロス - 白亜紀、日本、アジオリクテス目（英語版）[98]
- サヘラントロプス - 新第三紀、アフリカ、霊長目[28]
- サモテリウム - 新第三紀、ギリシャ・イラク・モルドバ、鯨偶蹄目[99]
- ザラムダレステス - 白亜紀、モンゴル、アナガレ類[100]
- ザランブダレステス→ザラムダレステス
- サルカストドン - 古第三紀、モンゴル、食肉目[65]

## し
- シアノドン（英語版） - 古第三紀、中国、奇蹄目[101]
- シアモガレ（英語版） - 新第三紀、中国、食肉目[102]
- ジェホロデンス - 白亜紀、中国、真三錐歯目[103]
- シェンショウ（英語版） - ジュラ紀、中国、多丘歯目[104]
- ジゴリーザ - 古第三紀、北米、鯨偶蹄目[105]
- シノコドン - ジュラ紀、中国、三錐歯目[106]
- シノデルフィス - 白亜紀、中国、後獣下綱（科未定）[107]
- シノパ - 古第三紀、北米、肉歯目[108]
- シノメガケロス - 第四紀、日本、鯨偶蹄目[109]
- シバカンティオン - 新第三紀、南アジア、齧歯目[110]
- シバカンティス - 新第三紀、パキスタン、齧歯目[67]
- シバテリウム - 新第三紀、インド、鯨偶蹄目[111]
- シバピテクス - 新第三紀、ヨーロッパ・アジア・アフリカ、霊長目[112]
- シムバクブワ→シンバクブワ
- ジュラマイア - ジュラ紀、中国、真獣下綱[113]
- ジョージアケトゥス（英語版） - 古第三紀、アメリカ、鯨偶蹄目[114]
- ショショニアス（英語版） - 古第三紀、北米、霊長目[10]
- ジョセフォアルティガシア - 新第三紀、ウルグアイ、齧歯目[115]
- ジラフォケリックス - 新第三紀、アジア・ヨーロッパ・アフリカ、鯨偶蹄目[116]
- シンディオケラス（英語版） - 新第三紀、アメリカ、鯨偶蹄目[117]
- シンテトケラス - 新第三紀、北米、鯨偶蹄目[26]
- シンバクブワ - 新第三紀、ケニア、肉歯目[118]

## す
- スカリッティア - 古第三紀、南米、南蹄目[119]
- スクアロドン - 古第三紀から新第三紀、アメリカ・ニュージーランド、鯨偶蹄目[32]
- スケリドテリウム - 新第三紀から第四紀、南北米[120]、有毛目[89]
- スタートニア - 新第三紀、南米、霊長目[33]
- スティリノドン - 古第三紀、北米、恐角目[29]あるいは紐歯目[121][95]
- ステゴテトラベロドン - 新第三紀、リビア・イタリアほか、長鼻目[122]
- ステゴテリウム - 新第三紀、南米、貧歯目[18]
- ステゴドン - 第四紀、日本・ジャワ島、長鼻目[123]
- ステゴマストドン - 新第三紀から第四紀、北米、長鼻目[16]
- ステヌルス - 新第三紀から第四紀、オーストラリア、双前歯目[124]
- ステネオフィベル - 新第三紀、南米、齧歯目[18]
- ステノミルス - 古第三紀から新第三紀、北米、鯨偶蹄目[125]
- スミロドン - 新第三紀から第四紀、南北米、食肉目[126]
- ズンガリオテリウム - 古第三紀、中国、奇蹄目[127]

## た
- ダーウィニウス - 古第三紀、ドイツ、霊長目[128]
- ダイセラテリウム（英語版） - 新第三紀、アメリカ、奇蹄目[129]
- ダエオドン→ディノヒウス
- タエニオラビス - 古第三紀、アメリカ、多丘歯目[96]
- ダフォエヌス - 古第三紀から新第三紀、北米、食肉目[7]
- タラソレオン - 新第三紀、アメリカ、食肉目[130]
- タラッソクヌス - 新第三紀、ペルー、有毛目[131]
- タルシウス - 古第三紀、アジア、霊長目[10]
- ダルストテリウム（英語版） - 白亜紀、イギリス、有胎盤類[132]
- ダルストドン（英語版） - 白亜紀、イギリス、有胎盤類[132]

## つ
- ツァイダモテリウム - 新第三紀、モンゴル、鯨偶蹄目[5]
- ツァンヘオテリウム - 白亜紀、中国、スパラコテリウム科（目未定）[6]

## て
- ディアコデキシス - 古第三紀、北米・フランス・パキスタン、鯨偶蹄目[133]
- ディアディアフォルス - 新第三紀、南米、滑距目[18]
- ディアトミス - 新第三紀、アジア、齧歯目[39]
- ティタノイデス - 古第三紀、北米、汎歯目[70]
- ティタノティロープス - 新第三紀から第四紀、北米、鯨偶蹄目[125]
- ディデルフォドン - 白亜紀、アメリカ、オポッサム形目[134]
- ディドロドゥス - 古第三紀、アルゼンチン、滑距目[133]
- ディニクティス - 古第三紀、北米、食肉目[119]
- デイノガレリックス（英語版） - 新第三紀、イタリア、無盲腸目[135]
- デイノテリウム - 第四紀、ドイツ・イギリス、長鼻目[136]
- ディノヒウス - 新第三紀、北米、鯨偶蹄目[26]
- ディプロトドン - 第四紀、オーストラリア、双前歯目[137]
- ディミルス - 古第三紀から新第三紀、ヨーロッパ、無盲腸類[48]
- ティラコスミルス - 新第三紀、南米、砕歯目[84]
- ティラコレオ - 新第三紀から第四紀、オーストラリア、双前歯目[84]
- テイルハルディナ - 古第三紀、ヨーロッパ・北米、霊長目[138]
- テオソドン - 新第三紀、南米、滑距目[18]
- デスモスチルス - 新第三紀、日本・北米、束柱目[139]
- テトニウス - 古第三紀、北米、霊長目[10]
- テトラクラエノドン - 古第三紀、北米、顆節目[55]
- テトラコノドン - 新第三紀、南アジア、鯨偶蹄目[46]
- デルタテリディウム - 白亜紀、モンゴル[140]、デルタテリディウム目（英語版）
- テレオケラス - 新第三紀、北米、奇蹄目[83]
- テロピテクス - 第四紀、アフリカ、霊長目[33]

## と
- トアテリウム - 古第三紀から新第三紀、南米、滑距目[18]
- トゥゴロサス - 古第三紀、北米、恐角目[29]
- ドゥシシーレン（英語版） - 新第三紀、日本、ジュゴン目[141]
- トゥリゴノスティロプス - 古第三紀、アルゼンチン、輝獣目[133]
- ドエディクルス - 第四紀、南北米[142]、被甲目[143]
- トクソドン - 新第三紀から第四紀、アルゼンチン、南蹄目[80]
- トマスハックスレア - 古第三紀、アルゼンチン、南蹄目[144]
- トマルクトゥス - 新第三紀、北米、食肉目[87]
- ドリオピテクス - 新第三紀、ヨーロッパ・アジア、霊長目[112]
- トリコノドン - ジュラ紀、イギリス、三錐歯目[145]
- ドルドン - 古第三紀、エジプト、鯨偶蹄目[146]
- ドルマーロキオン（英語版） - 古第三紀、ベルギー・スペイン・アメリカ、食肉目[147]
- トロゴサス→トロゴッスス
- トロゴッスス（英語版） - 古第三紀、北米・アジア、裂歯目[70]

## に
- ニムラブス - 古第三紀から新第三紀、ヨーロッパ・北米、食肉目[74]

## ぬ
- ヌミドテリウム - 古第三紀、アフリカ、長鼻目[148]

## ね
- ネオサイミリ - 新第三紀、南米、霊長目[138]
- ネクロレステス - 新第三紀、南米、少丘歯目[20]
- ネクロレムール - 古第三紀、西ヨーロッパ、霊長目[144]
- ネソドン - 新第三紀、南米、南蹄目[13]
- ネソフォンテス - 第四紀、キューバ・プエルトリコ、食虫類[71]
- ネメグトバーター - 白亜紀、モンゴル、多丘歯目[140]

## の
- ノスロテリオプス - 第四紀、アメリカ[149]、有毛目[89]
- ノトコエルス - 新第三紀から第四紀、アフリカ、鯨偶蹄目[150]
- ノトスティロプス - 古第三紀、アルゼンチン、南蹄目[144]
- ノタルクトゥス - 古第三紀、北米、霊長目[144]

## は
- ハイドロダマリス（英語版） - 第四紀、ロシア、海牛目[151]
- パキケトゥス - 古第三紀、パキスタン、鯨偶蹄目[105]
- パキルコス - 新第三紀、南米、南蹄目[13]
- ハクサノドン - 白亜紀、日本、三錐歯目[152]
- バシロサウルス - 古第三紀、北米、鯨偶蹄目[105]
- パトリオフェリス - 古第三紀、ヨーロッパ・北米、肉歯目[153]
- ハドロコディウム - ジュラ紀、中国、哺乳形類[36]
- ハパロプス - 新第三紀、南米、有毛目[143]
- ハプロラムダ - 古第三紀、北米、汎歯目[70]
- バラエヌラ - 新第三紀、ヨーロッパ・北米、鯨偶蹄目[154]
- パラクリケトドン - 古第三紀、ヨーロッパ、齧歯目[155]
- パラケラテリウム - 古第三紀、インド、奇蹄目[64]
- パラパピオ - 第四紀、南・東アフリカ、霊長目[79]
- パラヒップス - 新第三紀、北米、奇蹄目[27]
- ハラミア - 三畳紀からジュラ紀、イギリス・ドイツ、多丘歯目[106]
- パラミス - 古第三紀、フランス・アメリカ、齧歯目[156]
- パラントロプス - 第四紀、アフリカ、霊長目[28]
- パリクティス - 古第三紀、北米、食肉目[7]
- バリテリウム - 古第三紀、アフリカ、長鼻目[148]
- バリラムダ - 古第三紀、北米、汎歯目[70]
- バルキテリウム→パラケラテリウム
- ハルパゴレステス - 古第三紀、アメリカ、メソニクス目[30]
- バルボロフェリス - 新第三紀、北米・アジア、食肉目[157]
- パレオカスター - 古第三紀から新第三紀、アメリカ、齧歯目[34]
- パレオキロプテリクス - 古第三紀、ドイツ、翼手目[37]
- パレオコエルス - 古第三紀、ヨーロッパ、鯨偶蹄目[46]
- パレオシオプス - 古第三紀、北米・アジア、奇蹄目[158]
- パレオスティロプス - 古第三紀、北米、顆節目に近縁な目[21]
- パレオテリウム - 古第三紀、ヨーロッパ、奇蹄目[159]
- パレオトゥラグス - 新第三紀、ヨーロッパ・アジア、鯨偶蹄目[58]
- パレオパラドキシア - 新第三紀、北米・ヨーロッパ・アジア、束柱目[139]
- パレオプロピテクス - 第四紀、マダガスカル、霊長目[138]
- パレオマストドン - 古第三紀、北アフリカ、長鼻目[25]
- パレオラグス - 古第三紀、北米、ウサギ目[56]
- パレオロクソドン - 第四紀、日本・台湾、長鼻目[160]
- パロルケステス - 新第三紀から第四紀、オーストラリア[71]、双前歯目[161]
- パントラムダ - 古第三紀、北米、汎歯目[61]
- ハンハイケルス - 古第三紀、アジア、鯨偶蹄目[44]

## ひ
- ヒアエノドン - 古第三紀から新第三紀、北米・ヨーロッパ・アジア・アフリカ、肉歯目[162]
- ヒオプソドゥス - 古第三紀、北米・ヨーロッパ・中国、顆節目[55]
- ヒゴテリウム - 古第三紀、日本、裂歯目[121]
- ピタノタリア - 新第三紀、北米、食肉目[8]
- ヒッパリオン - 新第三紀から第四紀、中国・スペイン・アメリカ、奇蹄目[76]
- ヒッピディオン - 新第三紀から第四紀、南米、奇蹄目[163]
- ヒドロダマリス→ハイドロダマリス
- ヒラキウス - 古第三紀、北米、奇蹄目[47]
- ヒラコテリウム - 古第三紀、アジア・ヨーロッパ・北米、奇蹄目[47]
- ヒラコドン - 古第三紀から新第三紀、北米、奇蹄目[159]
- ピロテリウム - 古第三紀、アルゼンチン、火獣目[159]

## ふ
- ファスコロヌス（英語版） - 新第三紀、オーストラリア、双前歯目[164]
- フィオミア - 古第三紀、アフリカ、長鼻目[25]
- プイジラ - 新第三紀、カナダ、食肉目[165]
- フィセテルラ - 新第三紀、ヨーロッパ、鯨偶蹄目[154]
- フォスファテリウム - 古第三紀、モロッコ、長鼻目[148]
- フェナコドゥス - 古第三紀、アメリカ、顆節目[166]
- フォベロミス - 新第三紀、南米、齧歯目[67]
- フクロオオカミ属 - 第四紀、オーストラリア、フクロネコ形目[84]
- プティロドゥス - 古第三紀、北米、多丘歯目[85]
- ブラキクルス - 新第三紀、北米、鯨偶蹄目[150]
- プラジオメネ - 古第三紀、アメリカ・カナダ[156]、皮翼目[53]
- ブラストメリックス - 新第三紀、北米、鯨偶蹄目[58]
- プラティゴヌス - 新第三紀から第四紀、南北米、鯨偶蹄目[167]
- プラティピタミス - 古第三紀、アルゼンチン、齧歯目[34]
- プラティベロドン - 新第三紀、中国・アメリカ、長鼻目[136]
- ブラニセラ - 古第三紀、ボリビア、霊長目[138]
- プリオヒップス - 新第三紀、アメリカ、奇蹄目[76]
- プリオピテクス - 新第三紀、ヨーロッパ、霊長目[68]
- プリオペンタグラス - 新第三紀、中国・チェコ、ウサギ目[66]
- ブリグモフィセター（英語版） - 新第三紀、日本、鯨偶蹄目[168]
- プリメレファレス - 第四紀、アジア、長鼻目[169]
- フルイタフォッサー（英語版） - ジュラ紀、アメリカ、哺乳類（目未定）[103]
- プルガトリウス - 古第三紀、ヨーロッパ・北米、霊長目[85]
- ブルパブス - 古第三紀、アメリカ、食肉目[166]
- プレシアダピス - 古第三紀、北米・ヨーロッパ、霊長目[144]
- プロアイルルス - 古第三紀から新第三紀、ヨーロッパ、食肉目[126]
- プロカメルス - 新第三紀、北米、鯨偶蹄目[58]
- プロクリソクロリス - 新第三紀、アフリカ、アフリカトガリネズミ目[170]
- プロコプトドン - 第四紀、オーストラリア、双前歯目[124]
- プロコンスル - 新第三紀、東アフリカ、霊長目[112]
- プロスクアロドン - 新第三紀、南米・オーストラリア・ニュージーランド、鯨偶蹄目[12]
- プロステノプス - 新第三紀、北米、鯨偶蹄目[167]
- プロタビルス - 古第三紀から新第三紀、ヨーロッパ・北米、奇蹄目[171]
- プロディノケラス（英語版） - 古第三紀、北米・アジア、恐角目[43]
- プロティロプス - 古第三紀、北米、鯨偶蹄目[133]
- プロティポテリウム - 新第三紀、南米、南蹄目[58]
- プロテンレック - 新第三紀、アフリカ、アフリカトガリネズミ目[90]
- プロトケトゥス - 古第三紀、アフリカ・アジア、鯨偶蹄目[105]
- プロトケラス - 古第三紀から新第三紀、北米、鯨偶蹄目[172]
- プロトラビス - 新第三紀、北米、鯨偶蹄目[173]
- プロニクティケプス - 古第三紀、ヨーロッパ、霊長目[10]
- プロハイラックス - 新第三紀、ナミビア、岩狸目[174]
- プロパキルコス - 古第三紀、南米、南蹄目[175]
- プロパレオテリウム - 古第三紀、ヨーロッパ・アジア、奇蹄目[47]
- プロパレオメリックス - 新第三紀、アジア、鯨偶蹄目[78]
- プロパレオホプロフォルス - 新第三紀、南米、被甲目[88]
- プロヒラコドン - 古第三紀、中国・ヨーロッパ、奇蹄目[176]
- プロプラオプス - 第四紀、アルゼンチン[149]、被甲目[177]
- プロプリオピテクス - 古第三紀、エジプト、霊長目[56]
- プロメリココエルス - 古第三紀から新第三紀、アメリカ、鯨偶蹄目[178]
- プロラグス - 新第三紀から第四紀、ヨーロッパ、ウサギ目[142]
- プロリビテリウム - 新第三紀、アフリカ、鯨偶蹄目[179]
- ブロントテリウム - 古第三紀、北米、奇蹄目[162]
- ブロントプス - 古第三紀、北米、奇蹄目[64]

## へ
- ヘキサメリックス - 新第三紀、北米、鯨偶蹄目[41]
- ヘスペロキオン（英語版） - 古第三紀、アメリカ・カナダ、食肉目[180]
- ペゾシーレン - 古第三紀、ジャマイカ、海牛目[181]
- ヘテロヒウス - 古第三紀、ヨーロッパ、原真獣類[100]
- ヘプトドン - 古第三紀、北米・中国、奇蹄目[171]
- ベヘモトプス - 古第三紀、日本、束柱目[182]
- ベマラムダ - 古第三紀、中国、汎歯目[85]
- ヘミキオン - 新第三紀、アジア・ヨーロッパ・北米、食肉目[87]
- ペラデクテス - 白亜紀から古第三紀、南北米・ヨーロッパ・アフリカ、オポッサム形目[183]
- ペラテリウム - 古第三紀から新第三紀、北米・ヨーロッパ・アフリカ、オポッサム形目[183]
- ヘラレテス - 古第三紀、アメリカ、奇蹄目[184]
- ペルテフィルス - 古第三紀から新第三紀、アルゼンチン[178]、被甲目[88]
- ペルミウム - 古第三紀から新第三紀、ヨーロッパ・北米、食肉目[185]
- ペレゴケトゥス（英語版） - 古第三紀、ペルー、鯨偶蹄目[186]
- ペロロヴィス（英語版） - 第四紀、東アフリカ、鯨偶蹄目[75]
- ヘンケロテリウム - ジュラ紀、ポルトガル、ドリオレステス類[6]

## ほ
- ポエブロテリウム - 古第三紀、北米、鯨偶蹄目[62]
- ポエブロドン - 古第三紀、北米、鯨偶蹄目[173]
- ポタモテリウム - 新第三紀、フランス・アメリカ、食肉目[32]
- ボトゥリオドン - 古第三紀から新第三紀、アジア・ヨーロッパ・北米、鯨偶蹄目[167]
- ホプロフォネウス - 新第三紀、北米、食肉目[74]
- ホマロドテリウム - 新第三紀、南米、南蹄目[13]
- ホモテリウム - 第四紀、アフリカ・ヨーロッパ・アジア・北米、食肉目[187]
- ボラティコテリウム - ジュラ紀、中国、翔獣目[188]
- ボルヒエナ - 新第三紀、南米、砕歯目[20]
- ボロファグス（英語版） - 新第三紀、アメリカ・メキシコ、食肉目[189]
- ポンダウンギア - 古第三紀、ミャンマー、霊長目[33]

## ま
- マイアケトゥス（英語版） - 古第三紀、パキスタン、鯨偶蹄目[190]
- マイアバラエナ（英語版） - 古第三紀、アメリカ、鯨偶蹄目[191]
- マカイロドゥス - 新第三紀、ヨーロッパ・アジア・アフリカ・北米、食肉目[74]
- マカエロイデス - 古第三紀、北米、肉歯目[108]
- マクラウケニア - 第四紀、南米、滑距目[142]
- マストドン - 第四紀、北米、長鼻目[192]
- マンモス - 第四紀、ヨーロッパ・アジア・北米、長鼻目[193]

## み
- ミアキス - 古第三紀、ヨーロッパ、食肉目[85]
- ミオシーレン - 新第三紀、ベルギー、海牛目[2]
- ミオペタウリスタ - 新第三紀、フランス・ドイツ、齧歯目[67]
- ミオリクテロプス - 新第三紀、ケニア、管歯目[174]
- ミモミス - 新第三紀から第四紀、ヨーロッパ・アジア、齧歯目[155]
- ミロドン - 第四紀、南北米[120]、有毛目[89]
- ミロミガーレ - 新第三紀、アフリカ、ハジネズミ目[170]

## め
- メガゾストロドン - 三畳紀からジュラ紀、南アフリカ、三錐歯目[106]
- メガテリウム - 新第三紀から第四紀、南北米[120]、有毛目[89]
- メガラダピス - 第四紀、マダガスカル、霊長目[194]
- メガロケロス - 第四紀、ヨーロッパ・アジア、鯨偶蹄目[75]
- メガセロプス - 古第三紀、奇蹄目[195]
- メガロトラグス（英語版） - 新第三紀から第四紀、アフリカ、鯨偶蹄目[91]
- メガロニクス - 新第三紀から第四紀、北米、有毛目[143]
- メガロハイラックス - 古第三紀、アフリカ、岩狸目[56]
- メガンテレオン - 新第三紀、南アフリカ・ヨーロッパ[196]
- メギストテリウム - 新第三紀、エジプト、肉歯目[197]
- メジストテリウム→メギストテリウム
- メソニクス - 古第三紀、ドイツ・フランス・アジア[29]、メソニクス目[30]
- メソヒップス - 古第三紀、北米、奇蹄目[159]
- メソピテクス - 新第三紀、ヨーロッパ・アジア、霊長目[68]
- メタイルルス - 新第三紀、アジア、食肉目[198]
- メタミノドン - 古第三紀、北米・アジア、奇蹄目[159]
- メトリディオコエルス - 新第三紀、ケニア・タンザニア、鯨偶蹄目[66]
- メニスコエスス - 白亜紀、北米、多丘歯目[199]
- メニスコテリウム - 古第三紀、北米、顆節目[85]
- メラノドン - ジュラ紀、北米、汎獣目[106]
- メリキップス - 新第三紀、北米、奇蹄目[27]
- メリコイドドン - 古第三紀、北米、鯨偶蹄目[62]
- メリテリウム→モエリテリウム

## も
- モエリテリウム - 古第三紀、アフリカ、長鼻目[25]
- モルガヌコドン - 三畳紀からジュラ紀、ヨーロッパ・アメリカ・中国、モルガヌコドン目[200]
- モロプス - 新第三紀、北米・ヨーロッパ、奇蹄目[27]

## や
- ヤノコドン - 白亜紀、中国、真三錐歯目[103]

## ゆ
- ユースミルス - 古第三紀、ヨーロッパ・北米、食肉目[119]
- ユーディノケラス（英語版） - 古第三紀、中国、汎歯目[201]
- ユーメガミス - 古第三紀、南米、齧歯目[56]
- ユーリノデルフィス - 新第三紀、アジア・北米、鯨偶蹄目[12]

## ら
- ラオレステス（英語版） - ジュラ紀、北米[14]、ドリオレステス目（英語版）
- ラムドプサリス（英語版） - 古第三紀、中国、多丘歯目[202]

## り
- リヴィアタン - 新第三紀、ペルー、鯨偶蹄目[203]
- リストリオドン - 新第三紀、ユーラシア、鯨偶蹄目[46]
- リノティタン - 古第三紀、アジア、奇蹄目[158]
- リンキップス - 古第三紀、アルゼンチン、南蹄目[119]

## れ
- レイティア - 第四紀、マルタ島、齧歯目[39]
- レヴィアタン→リヴィアタン
- レプティクティス - 古第三紀、北米[56]、レプティクティス目[52]
- レプティクティディウム - 古第三紀、ドイツ、レプティクティス目[52]
- レプトキオン（英語版） - 新第三紀、アメリカ・カナダ、食肉目[204]
- レプトメリックス - 古第三紀、北米、鯨偶蹄目[62]
- レペノマムス - 白亜紀、中国、真三錐歯目[103]

## ろ
- ロドケトゥス - 古第三紀、パキスタン、鯨偶蹄目[205]
- ロフィアレテス - 新第三紀、アジア、奇蹄目[206]